# Volo Trans-Air Service 671
Il volo Trans-Air Service 671 era un volo cargo  partito dall'Aeroporto del Lussemburgo e diretto all'Aeroporto Internazionale Mallam Aminu Kano di Kano, in Nigeria. Mentre sorvolava la Francia il 31 marzo 1992, il Boeing 707 che operava il volo perse due motori sull'ala destra mentre era in aria. Nonostante i danni all'aereo, i piloti furono in grado di eseguire un atterraggio d'emergenza presso la base aerea di Istres-Le Tubé ad Istres. Tutti e cinque gli occupanti dell'aereo sopravvissero; ma l'aereo rimase danneggiato irreparabilmente a causa di un incendio formatosi sull'ala destra.

## L'aereo e l'equipaggio
L'aereo era un Boeing 707-321C di 28 anni, numero di serie 18718. Era stato prodotto nell'aprile 1964 ed era stato consegnato per la prima volta alla Pan Am alla fine del mese. Aveva accumulato 60.985 ore di volo su 17.907 voli. Era alimentato da 4 motori Pratt & Whitney JT3D-3B. Durante la sua storia, il proprietario e la registrazione dell'aereo cambiarono più volte; al momento dell'incidente era registrato 5N-MAS e operava per la Compagnia nigeriana Trans-Air Service.
Il comandante era il 57enne svedese Ingemar Berglund; vantava un totale di circa 26.000 ore di esperienza di volo, di cui 7.100 sul Boeing 707. Il primo ufficiale era il 44enne Martin Emery, cittadino britannico; aveva registrato circa 14.000 ore di esperienza di volo, di cui 4.500 sul Boeing 707. L'ingegnere di volo era Terry Boone, anch'egli britannico, di 55 anni; con 18.000 ore di esperienza di volo, tutte sul Boeing 707. A bordo del volo erano presenti anche un meccanico e un supervisore del carico. Il meccanico era Ike Nwabudike, cittadino nigeriano di 36 anni, mentre il supervisore del carico si chiamava Ingebar Einarssen, un islandese di 27 anni.

## L'incidente
Il volo partì dall'aeroporto di Lussemburgo alle 07:14 UTC del 31 marzo 1992; trasportava 38 tonnellate di merci ed aveva come destinazione l'aeroporto internazionale Mallam Aminu Kano vicino a Kano, in Nigeria. Intorno alle 08:11, mentre l'aereo stava salendo a 32.000 piedi (9.800 m) sopra il dipartimento della Drôme nel sud-est della Francia, i piloti notarono una forte turbolenza e sentirono un forte "doppio botto"; successivamente l'aereo iniziò a rollare verso destra. Così il comandante Berglund disattivò il pilota automatico e utilizzò gli input della barra di comando e del timone per riprendere il controllo. Inoltre, l'allarme antincendio era costantemente udibile e non poteva essere disattivato dall'ingegnere di volo. In seguito il primo ufficiale Emery osservò che il motore numero 4 (il più a destra dei quattro motori dell'aereo) si era staccato dall'ala e inviò un Mayday. Successivamente Emery notò che anche il motore numero 3 (il motore interno sull'ala destra) si era staccato. Successivamente il capitano Berglund decise di scendere verso Marsiglia mentre l'ingegnere di volo Boone iniziò a scaricare carburante in preparazione di un atterraggio d'emergenza.
Durante la discesa, l'equipaggio si trovò davanti a sé un aeroporto, la base aerea di Istres-Le Tubé ad Istres, in Francia. Successivamente i piloti presero la decisione di atterrare sulla pista 15 di Istres; ciò richiedeva una circuitazione a sinistra prima dell'atterraggio. Questa virata a sinistra si rivelò molto impegnativa per il comandante Berglund, visti i danni ai comandi di volo dell'aereo; il registratore di suoni del cockpit mostrava che il primo ufficiale Emery stava incoraggiando Berglund ripetendo per sei volte le parole "svolta a sinistra". Poco prima dell'atterraggio, il controllore del traffico aereo vide un incendio sviluppatosi sull'aereo.
Il 707 effettuò un atterraggio di emergenza a Istres alle 08:35, circa 24 minuti dopo la separazione iniziale del motore. Durante la corsa di atterraggio, l'aereo uscì di pista dal lato sinistro. Dopo l'arresto dell'aereo, l'equipaggio si accorse dell'incendio sull'ala destra. Tutti e cinque gli occupanti dell'aereo sopravvissero senza riportare ferite. Tuttavia, si erano verificati dei notevoli danni da fuoco all'ala danneggiando irreparabilmente il velivolo.

## L'indagine
Gli investigatori determinarono che la fatica del metallo aveva causato lo sviluppo di una crepa nel pilone che sosteneva il motore numero 3 (il motore entrobordo destro) sull'ala. Ciò indebolì il pilone in modo tale che si ruppe durante il volo dell'aereo, portando al distacco del motore. Il n° 3 colpì poi il n° 4, e anch'esso cadde dall'ala. Inoltre, una direttiva di aeronavigabilità che richiedeva ispezioni periodiche dei piloni si era rivelata inefficace nel rilevare simili crepe da fatica.

## Conseguenze
In risposta all'incidente, il BEA (Bureau d'Enquêtes et d'Analyses pour la sécurité de l'aviation civile) raccomandò di modificare le procedure di ispezione per i piloni dei motori in modo che le crepe da fatica potessero essere rilevate più facilmente. Inoltre, aggiunse che i controllori del traffico aereo avrebbero dovuto ricevere una formazione regolare per le situazioni d'emergenza mediante studi teorici ed esercitazioni pratiche.
L'anno dopo l'incidente, l'equipaggio ricevette l'Hugh Gordon-Burge Memorial Award dall'Honourable Company of Air Pilots.

## Nella cultura di massa
L'incidente del volo Trans-Air Service 671 è stato analizzato nell'episodio Miracolo sulle Alpi della ventiduesima stagione del documentario Indagini ad alta quota trasmesso dal National Geographic Channel.